# Вертумн (картина)
«Портрет імператора Рудольфа II в образі Вертумна» (італ. L'imperatore Rodolfo II in veste di Vertumno) — картина італійського художника Джузеппе Арчімбольдо, написана близько 1590 року. Вертумн є одним з найвідоміших творів живопису у світі.

## Історія
У 1562 році Арчимбольдо був запрошений до двору імператора Священної Римської імперії Максиміліана II, у Відень, а потім — служив його наступнику Рудольфу II в Празі. Прослуживши при дворі Габсбургів близько 25 років, художник повернувся до Мілана, проте продовжував створювати твори в обраному ним стилі, котрі відсилав до Праги. За «Портрет Рудольфа II в образі Вертумна» художник отримав почесний титул пфальцграфа.

## Опис
Цей портрет зображує імператора в образі бога пір року і земних плодів Вертумна, який був відомим за часів стародавньої Італії. Вертумн був богом перетворень, природного достатку. У давнину він зображувався переважно у вигляді садівника з садовим ножем і плодами. На цій картині портрет імператора складений з різноманітних фруктів та овочів, які уособлюють рослинність і дари природи всіх чотирьох пір року: гарбуза, груш, яблук, вишень, винограду, пшениці, артишоків, стручків, цибулі, листя капусти, черешень, каштанів, інжиру, шовковиць, слив, гранатів, оливок. Друг художника, поет і історик Грегоріо Команіні так описував цю картину:
|  | Очі на обличчі його — це зірки Олімпу, його груди — повітря, його живіт — земля, його ноги — безодні. Одяг його — плоди і трава… |

Після смерті імператора Рудольфа II у 1612 році картина залишилася в Празі. Пізніше стала військовим трофеєм шведської армії (1648). Вертумн експонується у замку Скоклостер (Стокгольм).